# Ophiorrhiza latifolia
Ophiorrhiza latifolia är en måreväxtart som beskrevs av Friedrich Anton Wilhelm Miquel. Ophiorrhiza latifolia ingår i släktet Ophiorrhiza och familjen måreväxter.
Artens utbredningsområde är Java. Inga underarter finns listade i Catalogue of Life.